# イナズマイレブン ソングコレクション 〜超次元テーマソング集!
「イナズマイレブン ソングコレクション 〜超次元テーマソング集!」（イナズマイレブン ソングコレクション 〜ちょうじげんテーマソングしゅう!）は、テレビアニメ『イナズマイレブン』のサウンドトラックシリーズ。

## イナズマイレブン ソングコレクション 〜超次元テーマソング集! 1
『イナズマイレブン ソングコレクション 〜超次元テーマソング集! 1〜』（イナズマイレブン ソングコレクション 〜ちょうじげんテーマソングしゅう! いち〜）は、テレビアニメ『イナズマイレブン』のサウンドトラック。2011年3月23日にアップフロントワークス（FRAMEレーベル）から発売された。
『イナズマイレブン』の放映スタートから、2010年度までのイナズマ・ミュージックを完全収録した初のベスト・アルバム。

### 収録曲
1. 立ち上がリーヨ
歌：T-Pistonz
2. 青春おでん
歌：twe'lv
3. マジで感謝!
歌：T-Pistonz+KMC
4. 青春バスガイド
歌：Berryz工房
5. つながリーヨ
歌：T-Pistonz+KMC
6. 流星ボーイ
歌：Berryz工房
7. 勝って泣こうゼッ!
歌：T-Pistonz+KMC
8. 雄叫びボーイ WAO!
歌：Berryz工房
9. GOODキター!
歌：T-Pistonz+KMC
10. 本気ボンバー!!
歌：Berryz工房
11. シャイニング パワー
歌：Berryz工房

### DVD収録映像
1. 立ち上がリーヨ / T-Pistonz (アニメオープニングver.)
2. 青春おでん / twe'lv (アニメエンディングver.)
3. マジで感謝! / T-Pistonz+KMC (アニメオープニングver.)
4. 青春バスガイド / Berryz工房 (アニメエンディングver.)
5. つながリーヨ / T-Pistonz+KMC (アニメオープニングver.)
6. 流星ボーイ / Berryz工房 (アニメエンディングver.)
7. 勝って泣こうゼッ! / T-Pistonz+KMC (アニメオープニングver.)
8. 雄叫びボーイ WAO! / Berryz工房 (アニメエンディングver.)
9. GOODキター! / T-Pistonz+KMC (アニメオープニングver.)
10. 本気ボンバー!! / Berryz工房 (アニメエンディングver.)
11. シャイニング パワー / Berryz工房 (アニメエンディングver.)
12. イナズマイレブンスペシャルムービー「取り戻せ!仲間との絆」
特典映像

### 初回限定豪華盤特典DVD収録PV
1. 立ち上がリーヨ / T-Pistonz
2. 青春おでん / twe'lv
3. マジで感謝! / T-Pistonz+KMC
4. 青春バスガイド / Berryz工房
5. つながリーヨ / T-Pistonz+KMC
6. 流星ボーイ / Berryz工房
7. 勝って泣こうゼッ! / T-Pistonz+KMC
8. 雄叫びボーイ WAO! / Berryz工房
9. GOODキター! / T-Pistonz+KMC
10. 本気ボンバー!! / Berryz工房
11. シャイニング パワー / Berryz工房
特典PV

## イナズマイレブン ソングコレクション 〜超次元テーマソング集! 2
『イナズマイレブン ソングコレクション 〜超次元テーマソング集! 2〜』（イナズマイレブン ソングコレクション 〜ちょうじげんテーマソングしゅう! に〜）は、テレビアニメ『イナズマイレブン』のサウンドトラック。2011年5月25日にアップフロントワークス（FRAMEレーベル）から発売。

### 収録曲
1. リーヨ〜青春のイナズマイレブン〜
歌：T-Pistonz
2. 純情青春ラブ
歌：twe'lv
3. スゲーッマジで感謝!～スーパーファイア～
歌：T-Pistonz+KMC
4. あいつは太陽ボーイ!
歌：宮原永海
5. 元気になリーヨ!
歌：T-Pistonz+KMC
6. スーパー立ち上がリーヨ!
歌：T-Pistonz+KMC
7. 最強で最高
歌：T-Pistonz+KMC
8. 気合でハリケーン
歌：T-Pistonz+KMC
9. マジカルフューチャー!（ジ・オーガENDテーマVer.）
歌：Berryz工房
10. 僕らのゴォール!
歌：T-Pistonz+KMC
11. またね…のキセツ
歌：イナズマオールスターズ[メンバー 1]

### DVD収録映像
1. 僕らのゴォール! / T-Pistonz+KMC（アニメオープニングVer.）
2. またね…のキセツ / イナズマオールスターズ（アニメエンディングVer.）
3. 僕らのゴォール!　CM
4. またね…のキセツ　CM
5. イナズマイレブン ソングコレクション〜超次元テーマソング集! 1〜　CM
6. イナズマイレブン キャラクターソング オリジナルアルバム　CM
7. イナズマイレブン ストライカーズ プロモーションビデオ
8. アニメ イナズマイレブン プロモーションビデオ（次世代ワールドホビーフェア '11 Winter）
9. アニメ イナズマイレブン CM（2009年10月）
10. アニメ イナズマイレブン CM（2010年 6月）
11. アニメ イナズマイレブン CM（2010年11月）
12. アニメ イナズマイレブン CM（2011年 3月）
13. 僕らのゴォール! / T-Pistonz+KMC（ミュージックビデオ）（特典映像）
14. リーヨ〜青春のイナズマイレブン〜/T-Pistonz（ミュージックビデオ）（特典映像）

### ユニットメンバー
1. ↑  円堂守（竹内順子）、豪炎寺修也（野島裕史）、鬼道有人（吉野裕行）、吹雪士郎（宮野真守）、風丸一郎太（西墻由香）